# كاثرين كلينغ
كاثرين كلينغ (بالإنجليزية: Catherine Kling)‏ هي بروفيسورة واقتصادية أمريكية، ولدت في 1960.